# Mark Campbell
Mark Campbell (Clawson, 6 dicembre 1975) è un ex giocatore di football americano statunitense che ha militato per 10 anni nella NFL nel ruolo di tight end.

## Carriera professionistica
Nel 1999, dopo non essere stato scelto al draft NFL, fu ingaggiato dai Cleveland Browns. Nella sua stagione di debutto ha giocato 14 partite di cui 4 da titolare facendo 9 ricezioni per 131 yard, 3 ritorni su kickoff per 28 yard e 2 fumble recuperati.
Nella stagione 2000 ha giocato 16 partite di cui 10 da titolare facendo 12 ricezioni per 80 yard  con un touchdown, 3 ritorni su kick off per 30 yard.
Nella stagione 2001 non ha giocato nessuna partita.
Nella stagione 2002 ha giocato 16 partite tutte da titolare facendo 25 ricezioni per 179 yard con 3 touchdown, 2 ritorni su kick off per 21 yard e un tackle.
Nella stagione 2003 è passato ai Buffalo Bills dove ha giocato 16 partite di cui 11 da titolare facendo 34 ricezioni per 339 yard con un touchdown e un fumble recuperato.
Nella stagione 2004 ha giocato 12 partite tutta da titolare facendo 17 ricezioni per 203 yard con 5 touchdown con un fumble e un tackle.
Nella stagione 2005 ha giocato 14 partite di cui 10 da titolare facendo 19 ricezioni per 139 yard e un tackle.
Nella stagione 2006 è passato ai New Orleans Saints giocando 14 partite di cui 10 da titolare facendo 18 ricezioni per 164 yard e un tackle.
Nella stagione 2007 non ha giocato nessuna partita.
Nella stagione 2008 ha giocato 9 partite di cui 4 da titolare facendo 13 ricezioni per 121 yard con 2 touchdown, un ritorno su kick off per nessuna iarda e un tackle da solo